# ایسلاندیا (فلوریدا)
ایسلاندیا (به انگلیسی: Islandia) شهری در شهرستان میامی-دید ایالت فلوریدا است که در سال ۱۹۶۰ بنیان‌گذاری شده‌است. این شهر طبق سرشماری سال ۲۰۱۰ میلادی، ۱۸ نفر جمعیت داشته و مساحت آن نیز ۱۷۱٫۹ کیلومتر مربع است.